# 한국공공정책평가원

## 개요
한국공공정책평가원(Korea Institute For Public Policy Evaluation, 약칭: KIFPPE)은 정책평가와 공공성과 진단을 전문으로 수행하는 민간 연구기관으로, 대한민국 서울특별시 마포구와 전라북도 전주시 덕진구에 사무실을 두고 있다.
본원은 국가 정책 및 지방행정의 투명성과 책임성을 확보하기 위해 다양한 평가기법과 과학적 조사방법을 기반으로 정책, 조직, 사업의 성과를 종합적으로 평가하는 역할을 수행하고 있다.

## 설립 및 조직
한국공공정책평가원은 정책평가 분야의 전문화와 제도화를 목표로 설립되었으며,
현 대표는 박동명 박사로, 법학·행정학·복지 분야를 아우르는 정책전문가다. 기관은 5명의 이사로 구성되어 있으며, 실무 연구진과 외부 자문단이 참여하는 협력체계를 운영하고 있다.

## 주요 사업 분야
한국공공정책평가원은 다층적 공공부문 평가 및 컨설팅 서비스를 제공하며,
특히 다음과 같은 영역에 중점을 두고 있다.

#### 🎯 평가 및 진단
- 중앙정부 및 지방정부의 정책·사업 평가
- 공기업 및 출자출연기관의 경영성과 평가
- 평가지표 체계 개발 및 컨설팅
- ESG(환경·사회·지배구조) 평가 모델 연구 및 적용

#### 📊 조사 및 분석
- 정책 타당성 조사 및 영향분석
- 통계 기반 조사분석 시스템 운영
- 빅데이터 분석 및 정성·정량 평가 통합기법 활용

#### 🏛 교육 및 자문
- 지방의회 의원, 공무원, 공공기관 임직원 대상 정책교육 및 실무연수
- 비전 수립, 전략관리, 성과관리 컨설팅

## 언론 기고 및 정책 담론 참여
한국공공정책평가원은 단순한 평가 기관을 넘어, 정책 담론을 선도하는 공적 지식 생산자로서의 역할도 수행하고 있다.
대표 박동명 박사는 한국공공정책신문을 비롯한 언론 매체에 공공정책 관련 칼럼을 정기적으로 기고하며, 정책 방향성 제안 및 지역현장 이슈를 공론화하는 데 기여하고 있다.

#### 📌 주요 기고 칼럼 (한국공공정책신문)
- [지역거점늘봄센터(1)] 늘봄학교와 함께 지역 기반 국가책임교육의 실현 (2025-03-29 발행, 박영성 기자)   → 국가책임교육 실현을 위한 늘봄학교 모델과 지역기반 체계 구축의 필요성 제시.
- [지역거점늘봄센터(2)] 역할과 기대 – 하이브리드 교육 생태계의 허브 (2025-03-29 발행, 박영성 기자)   → 지역거점늘봄센터가 미래형 교육 생태계의 중심 역할을 수행할 수 있음을 강조.

이러한 칼럼들은 공공서비스 혁신, 교육복지 통합, 지역기반 협력 모델 제안 등 실질적인 정책 제언으로 이어지고 있으며, 연구원의 공공성·전문성 제고에 기여하고 있다.

## 연계 및 협력 기관
한국공공정책평가원은 다양한 협력기관과 연계하여 평가·교육·정책소통의 삼각 플랫폼을 구축하고 있다.

한국공공정책평가와 관련된 기관으로 한국공공정책평가협회 (회장 박병식)이 있으며, 지방공기업평가원(이사장 목영만), 한국공공정책연수원, 한국공공정책신문(발행인 박동명) 등이 있다.